# Bularung Sar
Bularung Sar je hora v pohoří Hispar Muztagh, podhůří Karákóramu. Vrchol je vysoký 7 134 m n. m. a ležící v oblasti Gilgit-Baltistán v Pákistánu mezi vrcholy Distaghil Sar a Trivor.

## Prvovýstup
Prvovýstup na vrchol se zdařil v červenci 1990 švýcarské expedici jižním hřebenem. Členové expedice byli: Alain Vaucher, Heinz Hügli, Lothar Matter, Carole Spleen, Thierry Bionda, Christian Meillard, Gerard Vouga, Vincent von Kaenel, Jean-Jacques Sauvain a Jacques Aymon.